# Ophioparma ventosa
 Ophioparma ventosa , die auch den Trivialnamen Blutaugenflechte trägt, ist eine Krustenflechte und der einzige Vertreter der vor allem arktisch-borealen Gattung in Deutschland und Österreich. Die Gattung Ophioparma besteht nur aus zwei Species (noch O. lapponica).

## Beschreibung
Die Art besitzt einen krustigen, gelblichgrünen bis gelblichgrauen Flechtenkörper, das sogenannte Lager. Auffällig sind die blutroten Fruchtkörper (Apothecien) mit häufig zurückgedrängtem Lagerrand. Das Pigment der Apothecien färbt sich mit Kalilauge blau.

## Vorkommen
Die Art kommt in hochmontanen bis alpinen, niederschlagsreichen Lagen auf kalkfreiem Silikatgestein (vor allem Metamorphite und Magmatite) vor. Es werden Standorte mit häufig und stark wechselnden Feuchtebedingungen, an voll beregneten Schräg- und Vertikalflächen bevorzugt.
In lichtoffenen Blockhalden kann die Art auch auf bis 500 m herabsteigen.

## Sonstiges
Mit einem Extrakt der „Blutaugenflechte“ erhält man rot- bis rostbraune Farben beim Färben von Stoffen.